# Jaanika (przystanek kolejowy)
Jaanika (est.: Jaanika raudteepeatus) – przystanek kolejowy w Jaanika, w prowincji Harjumaa, w Estonii. Znajduje się na szerokotorowej linii Keila – Turba 47 km od dworca kolejowego w Tallinnie. Obsługiwany jest przez pociągi elektryczne Eesti Liinirongid.